# MacMahon-Viper
Die MacMahon-Viper (Eristicophis macmahoni, Synonym Eristicophis macmahonii) ist eine Schlangenart aus der Familie der Vipern und die einzige Art der Gattung Eristicophis. Sie lebt in Wüsten und  Halbwüsten im Osten Irans, in Afghanistan und in Pakistan. Sie wurde nach dem britischen Diplomaten Henry McMahon benannt.

## Merkmale

### Körperbau
MacMahon-Vipern sind kleine bis mittelgroße, sehr kräftig gebaute Schlangen mit einem kurzen, wurmförmigen Schwanz. Der Schwanz ist nicht zum Greifen geeignet. Der Kopf ist kurz, breit, stark abgeflacht und deutlich vom Hals abgesetzt. Der Canthus ist gerundet. Die Schnauze ist an der Spitze auffallend gerade. Die Tiere haben Gesamtlängen von 708 bis 722 mm, davon entfallen 63 bis 72 mm auf den Schwanz.

### Beschuppung

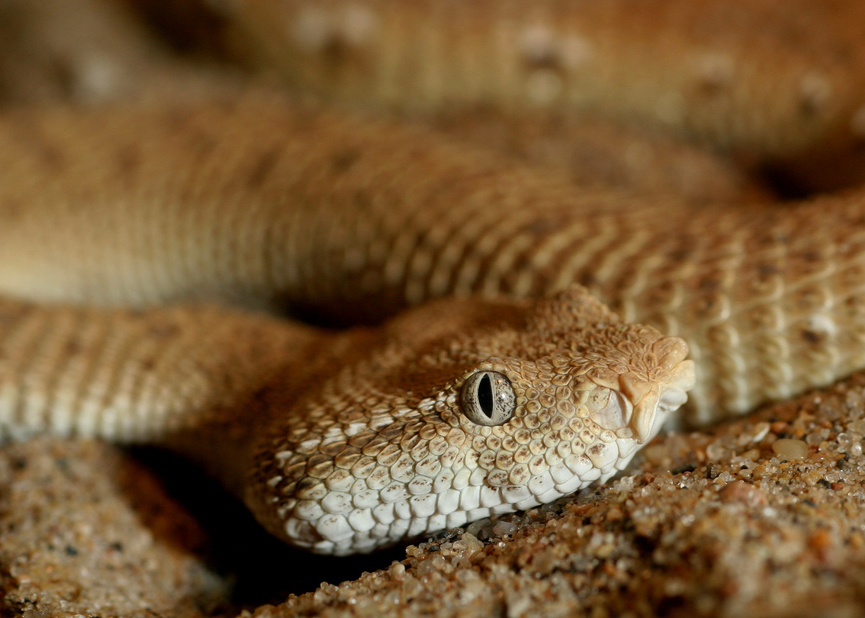
Kopf der MacMahon-Viper

Das Rostrale ist viel breiter als hoch. Oberhalb der Seiten des Rostrale befinden sich jeweils zwei große, an Schmetterlingsflügel erinnernde Schuppen, deren äußere Kanten frei zu den Seiten ragen. Die Kopfoberseite ist wie der übrige Körper mit kleinen, gekielten Schuppen bedeckt. Die Augen sind von 16 bis 25 kleinen Schuppen umgeben. Die Anzahl der Supralabialia beträgt 15 bis 16. Die Anzahl der Bauchschuppen (Ventralschilde) variiert zwischen 140 und 145, die Zahl der geteilten Subcaudalia zwischen 23 und 27 und die Anzahl der dorsalen Schuppenreihen in der Körpermitte zwischen 23 und 29.

### Färbung
Die Grundfarbe der Oberseite ist hell rötlich braun bis sandfarben. Auf den Flanken zeigen die Tiere 20 bis 25 kleine dunkelbraune Flecken, die oben durch weiße Punkte begrenzt sind. Die Schwanzbasis ist braun quergebändert, der Schwanz ist einfarbig gelblich. Die Kopfseiten zeigen einen schmalen weißlichen und darunter einen ebenfalls schmalen dunklen Postokularstreifen, die sich vom hinteren Augenrand bis zum Schnauzenwinkel ziehen.

## Verbreitung und Lebensraum
Das Verbreitungsgebiet der MacMahon-Viper erstreckt sich vom Osten des Iran über den Süden von Afghanistan bis in den Südwesten Pakistans. Die Tiere leben in Wüsten und  Halbwüsten und sind morphologisch an das Leben auf fast vegetationslosen Sanddünen angepasst.

## Lebensweise, Ernährung und Fortpflanzung

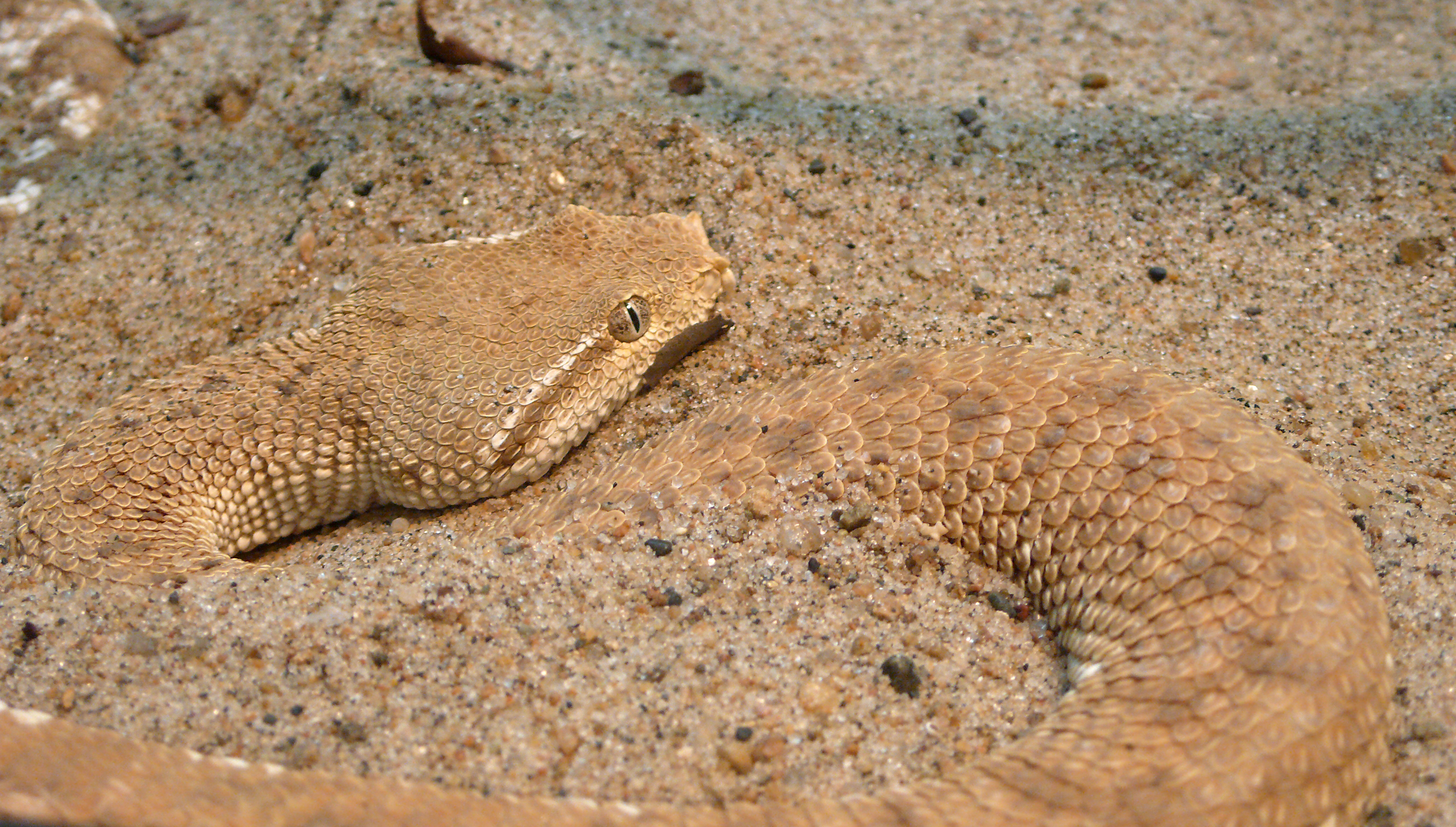
MacMahon-Viper

Die Art ist nachtaktiv und ausschließlich bodenlebend. Der Tag wird im Sand vergraben verbracht, die Tiere können sich sehr schnell durch wiegende und wellenartige Bewegungen in lockeren Sand eingraben. Die Art ist wie viele Vipern Lauerjäger, zur Jagd gräbt sie sich so tief in den Sand ein, dass nur Augen und Nasenlöcher herausragen. Nach dem Biss wird die Beute festgehalten, bis sie fast verendet ist. Das Nahrungsspektrum umfasst Echsen und Arthropoden. Über die Fortpflanzung ist offenbar sehr wenig bekannt, Paarungen finden vermutlich von März bis Mai statt.

## Toxikologie
Die MacMahon-Viper ist wie alle Vipern giftig, Bisse sind jedoch offenbar sehr selten, da die von der Art bewohnten Habitate von Menschen nur selten aufgesucht werden. Die Letalität eines Giftbisses ist nicht bekannt. Berichte über einzelne Todesfälle sind kritisch zu betrachten. Das Toxingemisch enthält unter anderem Prokoagulantien mit Einfluss auf die Hämostase sowie eventuell neurotoxische Komponenten. Eristostatin, ein Polypeptid aus der Gruppe der Disintegrine, ist ein Inhibitor der ADP-induzierten Thrombozytenaggregation und erwies sich im Tierversuch als wirksamer Hemmstoff gegenüber humanen Metastasen des malignen Melanoms.
Mangels klinischer Berichte ist über die genaue Wirkung beim Menschen wenig bekannt. Es sind Lokaleffekte wie Schmerzen, Schwellung, Ödem, Blasenbildung und Nekrose möglich. Es können unspezifische Allgemeinsymptome (z. B. Kopfschmerz, Übelkeit, Emesis, Abdominalschmerzen, Diarrhoe, Schwindel, Schock, Krämpfe) auftreten. Mäßig starke neurotoxische Beschwerden sind möglich, lebensbedrohliche Lähmungserscheinungen sind jedoch unwahrscheinlich.

## Bestand und Gefährdung
Im Jahr 2012 wurde die Art von der IUCN als „least concern“ (nicht gefährdet) eingestuft.